# Contrafayt Kreüterbuch
Contrafayt Kreüterbůch ist ein 1532 in Straßburg erschienenes deutschsprachiges „Kräuterbuch“ von Otto Brunfels. Das Werk beruht auf seinem zwei Jahre zuvor veröffentlichten Herbarum vivae eicones. Der Ander Teyl (Zweiter Teil) erschien postum 1537. Unter dem Titel Kreüterbůch contrafayt wurde 1534 eine kleinformatigere Ausgabe veröffentlicht.

## Werk
Der Folio-Band Contrafayt Kreüterbůch. Nach rechter vollkommener art, vnud Beschreibungen der Alten, bestberuͤmpten aͤrtzt, vormals in Teütscher sprach, der masszen nye gesehen, noch im Truck auszgangen. Sampt einer gemeynen Jnleytung der Kreüter vrhab, erkantnüssz, brauch, lob vnd herrlicheit wurde bei Johann Schott gedruckt. Die 332 nummerierten Seiten sind mit 176 Holzschnitten vom Dürer-Schüler Hans Weiditz angefertigten Pflanzenabbildungen illustriert, die von ihm nach Naturvorlagen geschaffen wurden. Auf die Widmung und das Epigramm folgt eine umfangreiche, aus 33 Kapiteln bestehende Vorrede. Zwei alphabetische Register stehen am Ende des Werkes.
Der zweite Teil des Folio-Bandes trägt den Titel Ander Teyl des Teütschen Contrafayten Kreüterbůchs. Durch Doctor Ottho Brunnfelsz zůsammen verordnet und beschriben. Er erschien ebenfalls bei Johann Schott, umfasst 173 nummerierten Seiten und 104 Holzschnitte.

### Gliederung des ersten Bandes
- Dem Durchleüchtigen Hochgeborenen Fürsten vn̅ herren, herren Ludwigen Pfaltzgrauen by Rhein, Hertzogen in Bayeren, vnd Grauen zů Veldentz. ⁊c meinem gnedigen herren, Entbeüt ich Otto Brunnfelß meinen vnderthaͤnig willig dyenst zůuor
- Epigramma
- Vorred. Introductorium̅: das ist: Ein gemeyne Jnleytung zů lob, vrsprüngklicher alterfasnüssz, gebrauch, vnd erkantuüssz der Kreüter. Durch Otho Brunfelsz newlich beschriben. (33 Kapitel)
- [Hauptteil: Geel Seeblům … Küningskertz]
- Hans Schott bůchdrucker zům Seszer
- Nam̅en vnd Synonyma der Kreüter, so in disze̅ Kreuterbůch beschriben (alphabetisch)
- Register der kranckheyten vnd gebresten (alphabetisch)

### Ausgaben (chronologisch)
- Contrafayt Kreüterbůch. Johann Schott, Straßburg 1532 – Folio.
- Kreüterbůch contrafayt. Johann Schott, Straßburg 1534 – Quarto (mit neuen Holzschnitten).
- Ander Teyl des Teütschen Contrafayten Kreüterbůchs. Johann Schott, Straßburg 1537 – Folio.
- Kreüterbůch contrafayt beyde Teyl… Johann Schott, Straßburg 1539 – Quarto (2. Ausgabe des 1. Bandes).
- Ander Teyl des Teütschen kleynen Kreüterbůchs. Johann Schott, Straßburg 1540 – Quarto.
- Kreuterbůch Contrafayt, beide Theyl… Herman Gülfferich, Frankfurt am Main 1546 – Folio.

### Titelseiten

Contrafayt Kreüterbuch
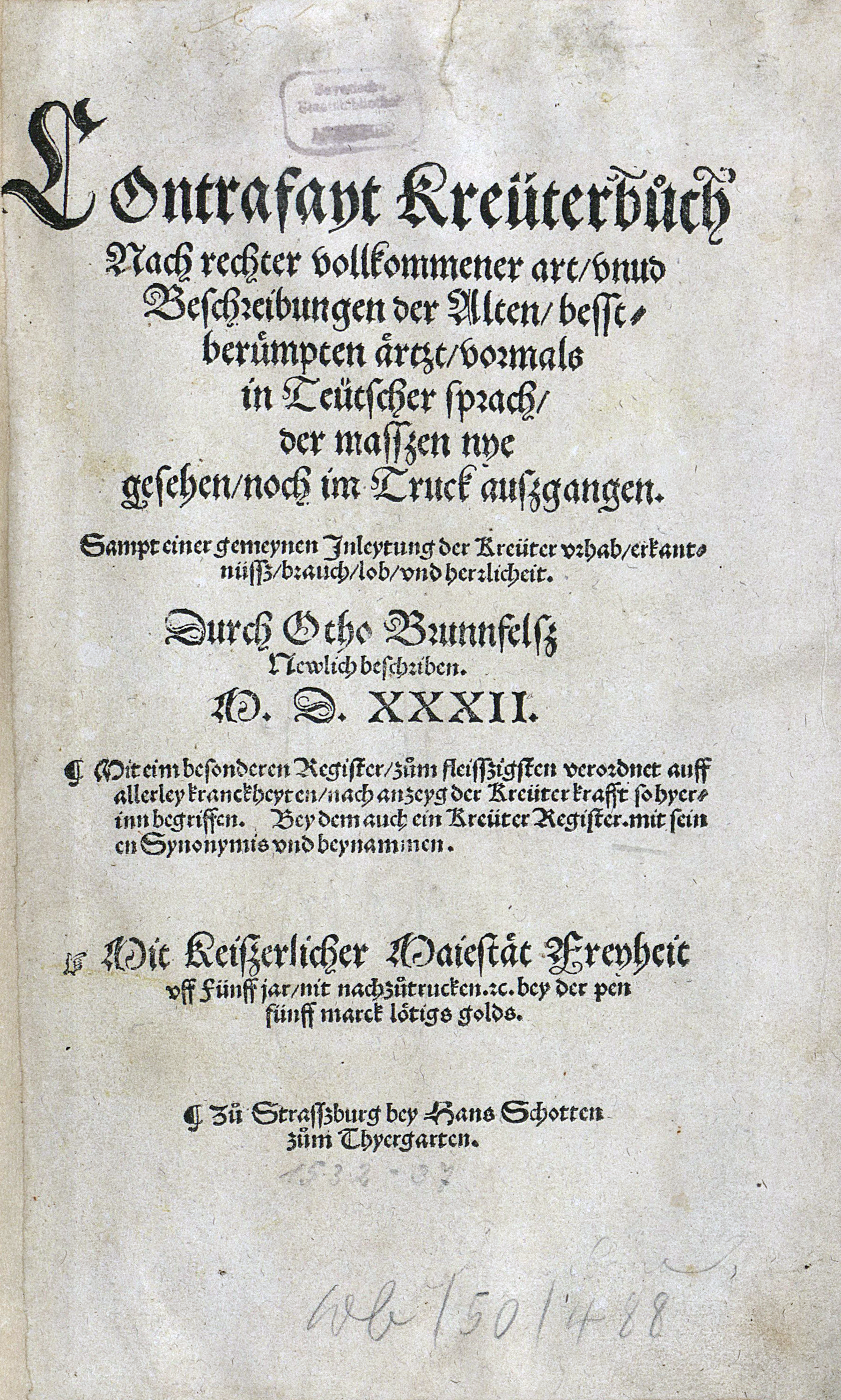
Band 1 (1532)
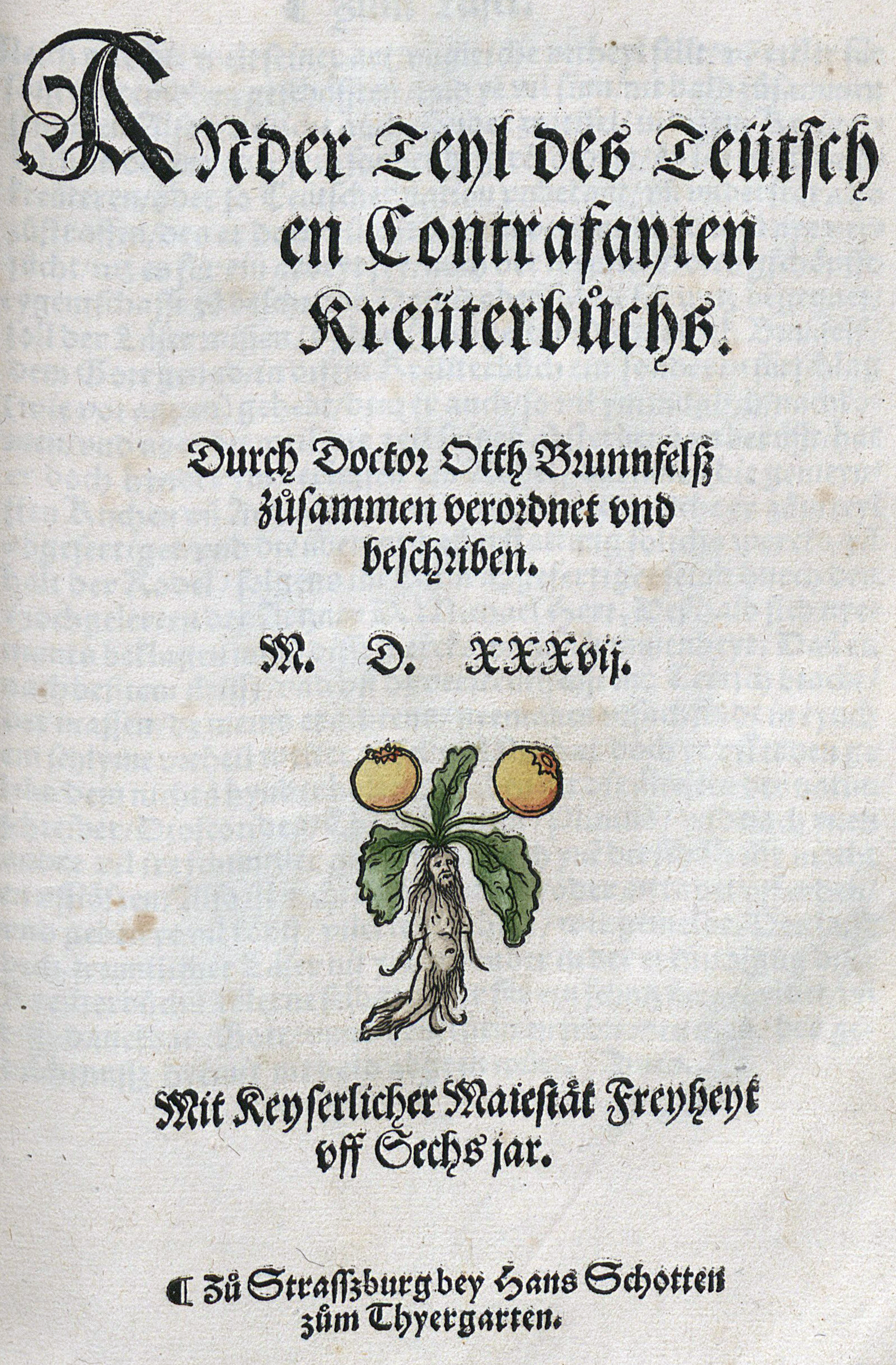
Band 2 (1537)

Kreüterbuch contrafayt
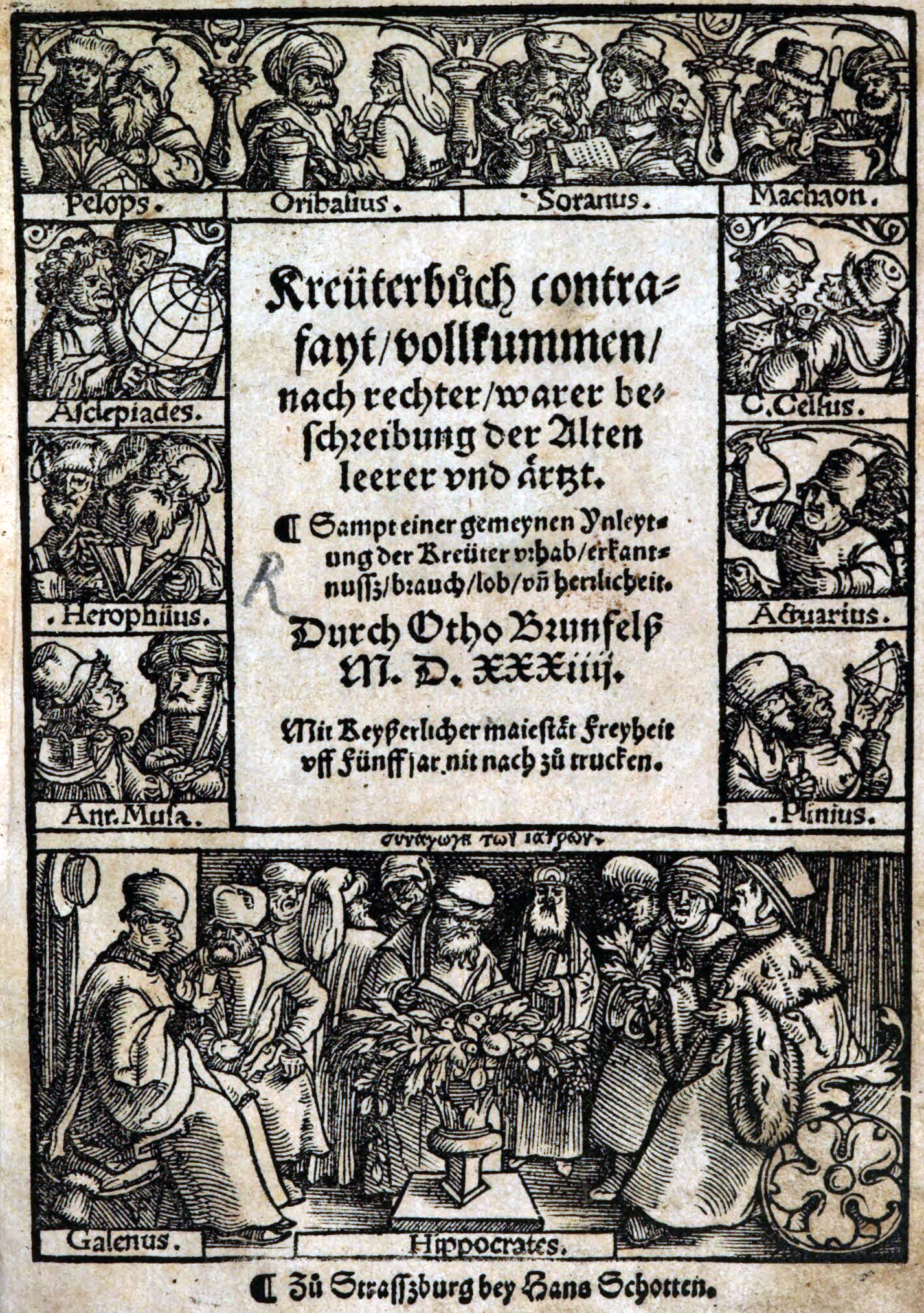
Band 1 (1534)
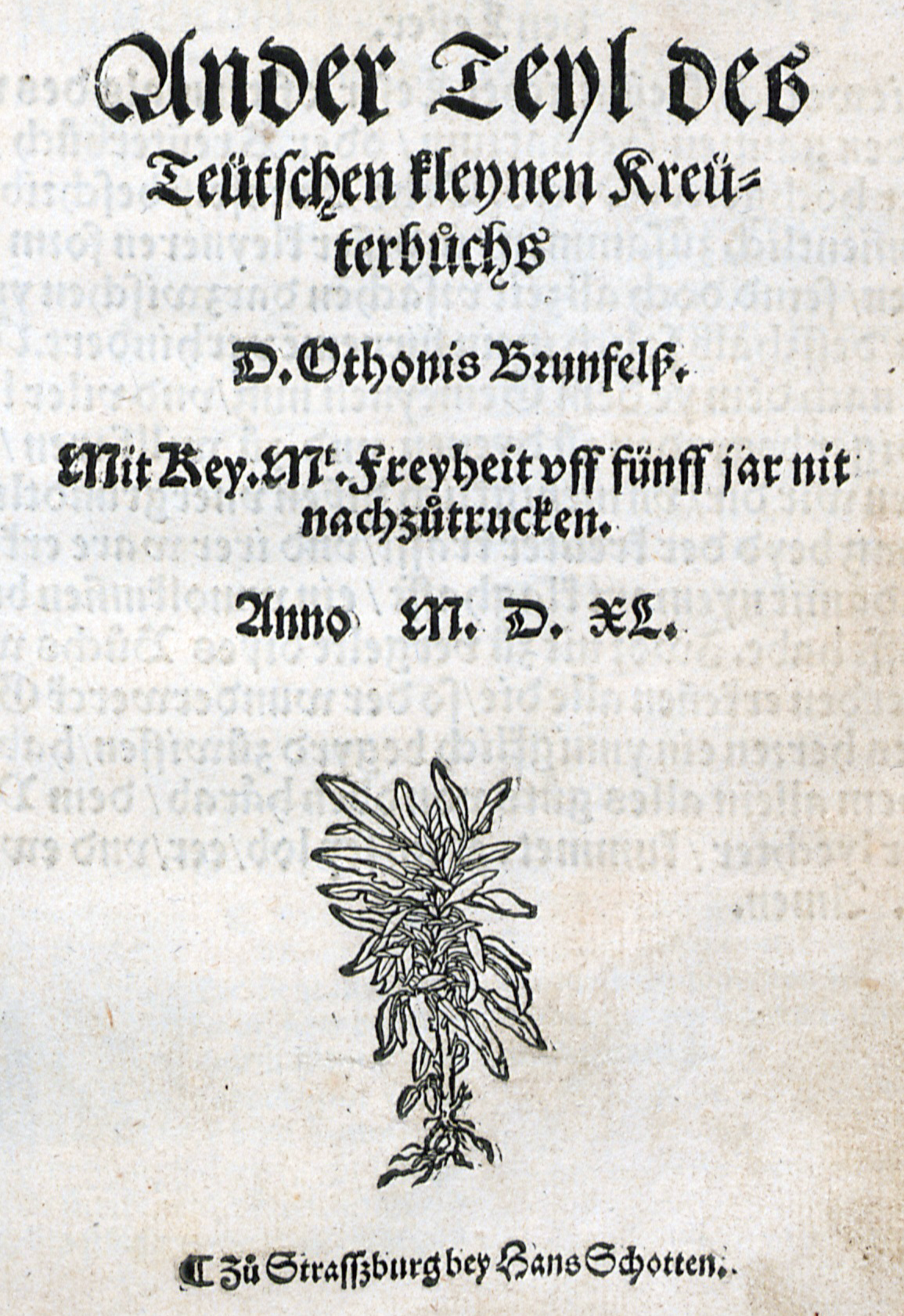
Band 2 (1540)
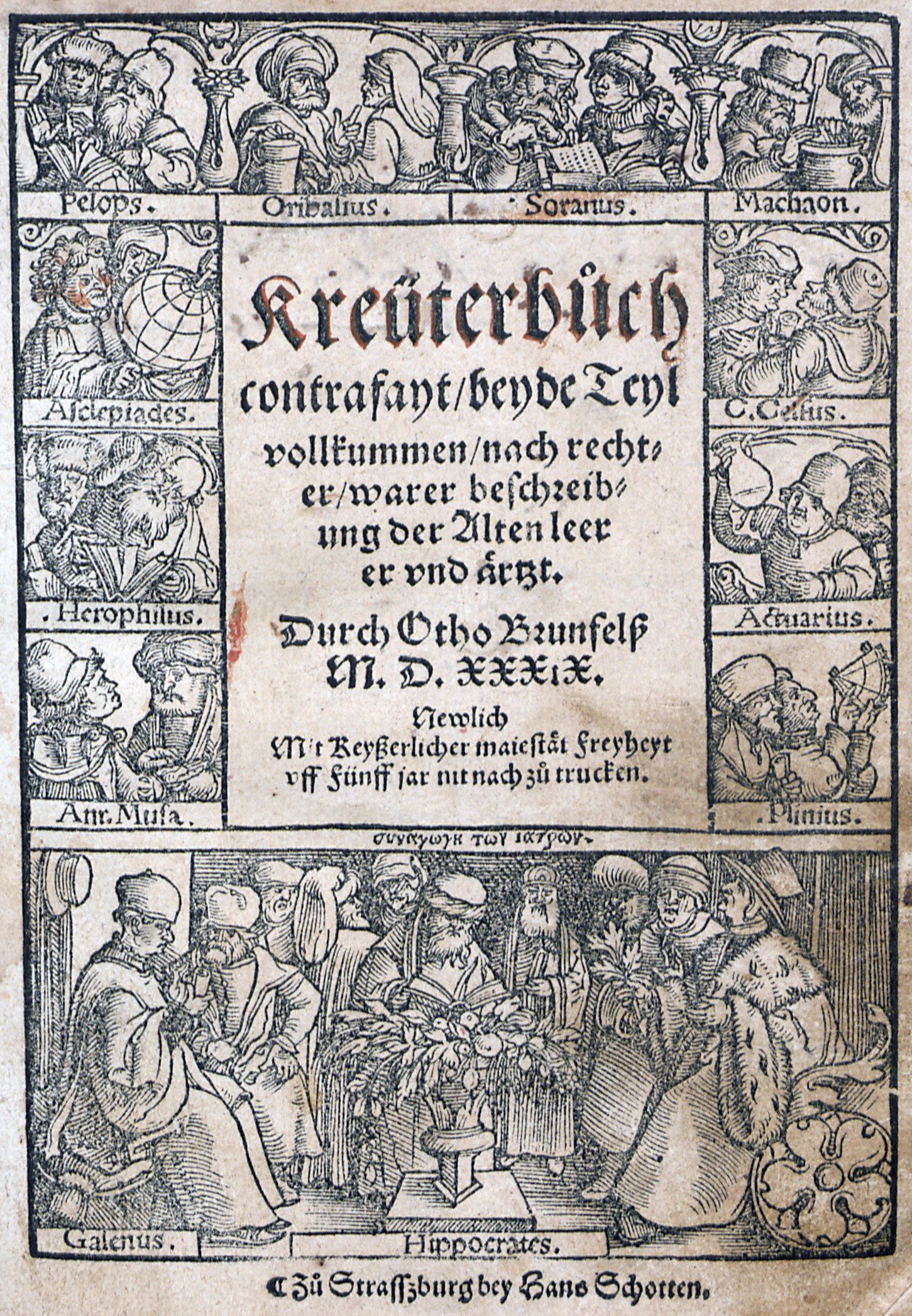
Band 1 und 2 (1540)
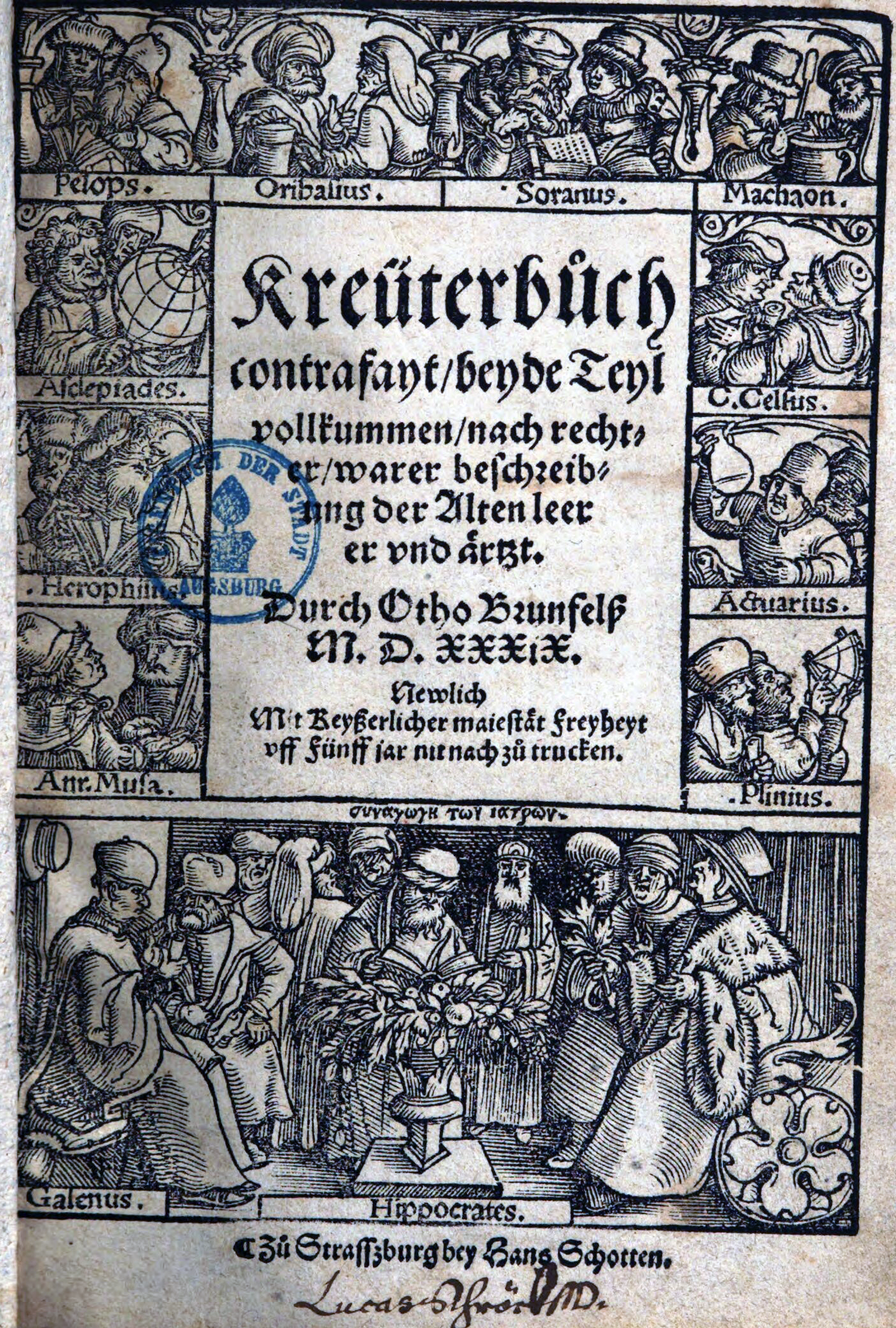
Band 1, 2. Ausgabe (1539)
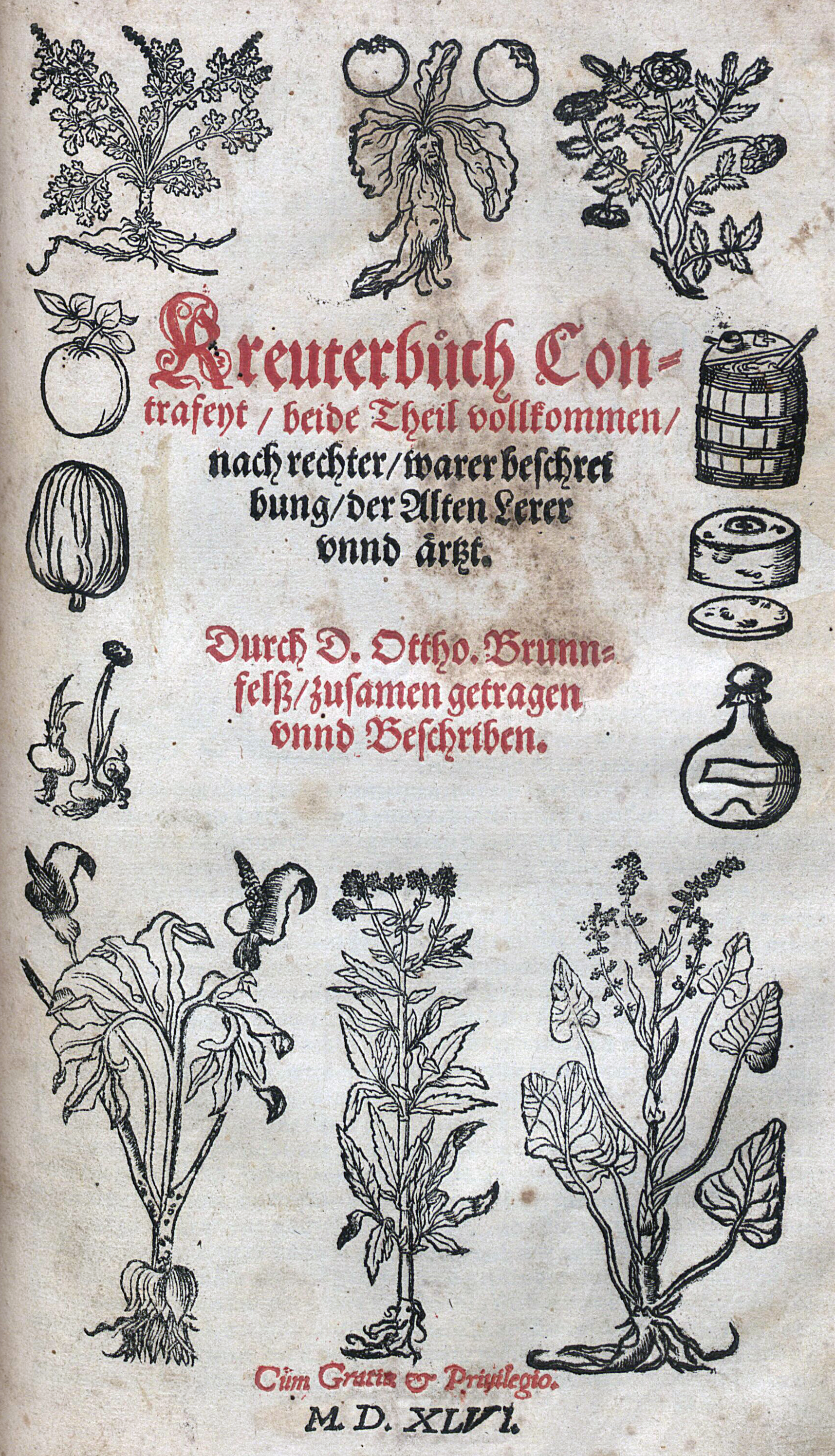
Band 1 und 2, 3. Ausgabe (1546)

### Illustrationen des ersten Bandes
* = neu seit Herbarum vivae eicones.
| Seite                                 | Abbildung | dt. Trivialname(n)                        | Name lt. Species Plantarum (1753)      | Name heute                                                                                          |
| ------------------------------------- | --------- | ----------------------------------------- | -------------------------------------- | --------------------------------------------------------------------------------------------------- |
| S. I                                  |           | „Geel Seebluom“                           | Nymphaea lutea                         | Gelbe Teichrose (Nuphar lutea)                                                                      |
| S. II                                 |           | „Weissz Seebluom“                         | Nymphaea alba                          | Weiße Seerose (Nymphaea alba)                                                                       |
| S. VI                                 |           | „Rosszhuob“, „Branntattich“               | Tussilago farfara                      | Huflattich (Tussilago farfara)                                                                      |
| S. IX                                 |           | „Haselwurtz“                              | Asarum europaeum                       | Gewöhnliche Haselwurz (Asarum europaeum)                                                            |
| S. XII                                |           | „Walwurtz männlin“                        | Symphytum officinale                   | Echter Beinwell (Symphytum officinale)                                                              |
| S. XIII                               |           | „Wallwurtz weiblin“                       | Symphytum officinale                   | Echter Beinwell (Symphytum officinale)                                                              |
| S. XVI                                |           | „Sanickel“                                | Sanicula europaea                      | Wald-Sanikel (Sanicula europaea)                                                                    |
| S. XVIII                              |           | „Rittersporen“                            | Delphinium consolida                   | Feld-Rittersporn (Consolida regalis, nom. nov., sonst Tautonym „Consolida consolida“)               |
| S. XX                                 |           | „Bluotwurtz“, „Tomentille“                | Tormentilla erecta                     | Blutwurz (Tormentilla erecta)                                                                       |
| S. XXIII                              |           | „Braun Betonien“                          | Betonica officinalis                   | Echte Betonie (Betonica officinalis)                                                                |
| S. XXVII                              |           | „Geel Hymmelschlüssel“, „Weissz Betonien“ | Primula veris                          | Echte Schlüsselblume (Primula veris)                                                                |
| S. XXVIII                             |           | „Weissz Hymmelschlüssel“                  | Primula veris var. elatior             | Hohe Schlüsselblume (Primula elatior)                                                               |
| S. XXX                                |           | „Erdtrauch“, „Daubenkropff“               | Fumaria officinalis                    | Gewöhnlicher Erdrauch (Fumaria officinalis)                                                         |
| S. XXXIII                             |           | „Edler Augentrost“                        | Veronica serpyllifolia                 | Quendel-Ehrenpreis (Veronica serpyllifolia)                                                         |
| S. XXXIIII*                           |           | „Weisszer Augentrost“                     | Veronica serpyllifolia                 | Quendel-Ehrenpreis (Veronica serpyllifolia)                                                         |
| S. XXXV                               |           | „Knabenkraut männlin“                     | Orchis militaris                       | Helm-Knabenkraut (Orchis militaris)                                                                 |
| S. XXXVI                              |           | „Knabenkraut weiblin“                     | Orchis conopsea                        | Mücken-Händelwurz (Gymnadenia conopsea)                                                             |
| S. XXXVII                             |           | „Knabenkraut“                             |                                        | Hummel-Ragwurz (Ophrys fuciflora)                                                                   |
| S. XXXVIII                            |           | „Ragwurtz“                                | Orchis morio                           | Kleines Knabenkraut (Anacamptis morio)                                                              |
| S. XXXVIII                            |           | „Wolschmackend Knabenkraut“               | Ophrys spiralis                        | Herbst-Drehwurz (Spiranthes spiralis)                                                               |
| S. XL                                 |           | „Ochszenzung“                             | Anchusa officinalis                    | Gemeine Ochsenzunge (Anchusa officinalis)                                                           |
| S. XLI                                |           | „Wild Ochszenzung“                        | Echium vulgare                         | Gewöhnlicher Natternkopf (Echium vulgare)                                                           |
| S. XLII                               |           | „Burretsch“                               | Borago officinalis                     | Borretsch Borago officinalis                                                                        |
| S. XLV                                |           | „Yszenkraut männlin“                      | Verbena officinalis                    | Echtes Eisenkraut (Verbena officinalis)                                                             |
| S. XLVI*                              |           | „Yszenkraut weiblin“                      | Erysimum officinale                    | Weg-Rauke (Sisymbrium officinale)                                                                   |
| S. XLIX                               |           | „Gamenderlin“                             | Veronica chamaedrys                    | Gamander-Ehrenpreis (Veronica chamaedrys)                                                           |
| S. LII                                |           | „Weissz Hornungsbluom“                    | Leucojum vernum                        | Frühlingsknotenblume (Leucojum vernum)                                                              |
| S. LII                                |           | „Geel Hornungsbluom“                      | Narcissus pseudonarcissus              | Gelbe Narzisse (Narcissus pseudonarcissus)                                                          |
| S. LIIII                              |           | „Breyter Wegerich“                        | Plantago media                         | Mittlerer Wegerich (Plantago media)                                                                 |
| S. LV                                 |           | „Spitzer Wegerich“                        | Plantago lanceolata                    | Spitzwegerich (Plantago lanceolata)                                                                 |
| S. LVI*                               |           | „Fröscheffelkraut“                        | Alisma plantago-aquatica               | Gewöhnlicher Froschlöffel (Alisma plantago-aquatica)                                                |
| S. LVII                               |           | „Roter Wegrich“                           | Plantago major                         | Breitwegerich (Plantago major)                                                                      |
| S. LX                                 |           | „Gundelreb“                               | Glechoma hederacea                     | Gundermann (Glechoma hederacea)                                                                     |
| S. LXII                               |           | „Christwurtz“, „Neyeswurtz“               | Helleborus viridis                     | Helleborus viridis                                                                                  |
| S. LXVII                              |           | „Aron“                                    | Arum maculatum                         | Gefleckter Aronstab (Arum maculatum)                                                                |
| S. LXX                                |           | „Naterwurtz männlin“                      | Polygonum bistorta                     | Schlangen-Knöterich (Bistorta officinalis)                                                          |
| S. LXXI                               |           | „Naterwurtz weiblin“                      | Polygonum bistorta                     | Schlangen-Knöterich (Bistorta officinalis)                                                          |
| S. LXXIIII – Doppel                   |           | „Aron“                                    | Arum maculatum                         | Gefleckter Aronstab (Arum maculatum)                                                                |
| S. LXXV                               |           | „Guot Heynrich“                           | Chenopodium bonus-henricus             | Guter Heinrich (Blitum bonus-henricus)                                                              |
| S. LXXVIII*                           |           | „Scheysszkraut“, „Lynkraut“               | Asperula odorata                       | Waldmeister (Waldmeister)                                                                           |
| S. LXXXII                             |           | „Andorn männlin“                          | Leonurus cardiaca                      | Echtes Herzgespann (Leonurus cardiaca)                                                              |
| S. LXXXIII                            |           | „Andorn weiblin“                          | Marrubium vulgare                      | Gewöhnlicher Andorn (Marrubium vulgare)                                                             |
| S. LXXXVI*                            |           | „Odermenig“                               | Agrimonia eupatoria                    | Gemeiner Odermennig (Agrimonia eupatoria)                                                           |
| S. LXXXVIII*                          |           | „Wild Salby“                              | Salvia pratensis                       | Wiesensalbei (Salvia pratensis)                                                                     |
| S. XC*                                |           | „Teüffels Abbissz“                        | Scabiosa succisa                       | Gewöhnlicher Teufelsabbiss (Succisa pratensis, nom. nov., sonst Tautonym „Succisa succisa“)         |
| S. XCII* – Doppel                     |           | „Teüffels Abbissz“                        | Scabiosa succisa                       | Gewöhnlicher Teufelsabbiss (Succisa pratensis, nom. nov., sonst Tautonym „Succisa succisa“)         |
| S. XCII* sic!                         |           | „Scabiosz“                                | Scabiosa columbaria                    | Tauben-Skabiose (Scabiosa columbaria)                                                               |
| S. XCIIII                             |           | „Weissz Violaten“                         | Viola odorata var. ß                   | |
| S. XCIIII                             |           | „Wilde Violaten“                          | Viola hirta                            | Raues Veilchen (Viola hirta)                                                                        |
| S. XCV                                |           | „Zamme Violaten“                          | Viola odorata                          | Duftveilchen (Viola odorata)                                                                        |
| S. XCVI                               |           | „Geel Violaten“                           | Cheiranthus cheiri                     | Goldlack (Erysimum cheiri)                                                                          |
| S. XCVII*                             |           | „Dondernegelin“                           | Dianthus carthusianorum                | Kartäusernelke (Dianthus carthusianorum)                                                            |
| S. XCVII*                             |           | „Frawen röszlin“                          | Agrostemma coronaria                   | Kronen-Lichtnelke (Silene coronaria)                                                                |
| S. C                                  |           | „Yngryen“                                 | Vinca minor                            | Kleines Immergrün (Vinca minor)                                                                     |
| S. CII*                               |           | „Weissz Gilgen“                           | Lilium candidum                        | Madonnen-Lilie (Lilium candidum)                                                                    |
| S. CVI*                               |           | „Goldwurtz“, „Goldgilgen“                 | Lilium martagon                        | Türkenbund (Lilium martagon)                                                                        |
| S. CVIII*                             |           | „Goldwurtz“, „Rotgilgen“                  | Lilium bulbiferum                      | Feuer-Lilie (Lilium bulbiferum)                                                                     |
| S. CIX*                               |           | „Geel wasser Gilgen“                      | Iris pseudacorus                       | Sumpf-Schwertlilie (Iris pseudacorus)                                                               |
| S. CXI*                               |           | „Unbekant Waldtkraut“                     | ?                                      | ?                                                                                                   |
| S. CXII*                              |           | „Blaw Gilgen“                             | Iris germanica                         | Deutsche Schwertlilie (Iris germanica)                                                              |
| S. CXV*                               |           | „Baldrian“                                | Valeriana officinalis                  | Echter Baldrian (Valeriana officinalis)                                                             |
| S. CXVII                              |           | „Coriander“                               | Coriandrum sativum                     | Echter Koriander (Coriandrum sativum)                                                               |
| S. CXX                                |           | „Daubnesszele männlin“                    | Lamium album var. ß                    | Gefleckte Taubnessel (Lamium maculatum)                                                             |
| S. CXXI                               |           | „Daubnesszel weiblin“                     | Lamium album                           | Weiße Taubnessel (Lamium album)                                                                     |
| S. CXXII                              |           | „Heyter Nesszelen“                        | Urtica dioica                          | Große Brennnessel (Urtica dioica)                                                                   |
| S. CXXIII                             |           | „Brenn Nesszelen“                         | Urtica urens                           | Kleine Brennnessel (Urtica urens)                                                                   |
| S. CXXVI                              |           | „Wasser Hanenfüssz“                       |                                        | |
| Wald-Hahnenfuß (Ranunculus nemorosus) |           |                                           |                                        | |
| S. CXXVII                             |           | „Gefülter Hanefüssz“                      | Ranunculus acris                       | Scharfer Hahnenfuß (Ranunculus acris)                                                               |
| S. CXXVIII*                           |           | „Edler Hanenfuossz“                       |                                        | Pyrenäen-Storchschnabel (Geranium pyrenaicum) ?                                                     |
| S. CXXVIII                            |           | „Klein Hanenfuossz“                       | Ranunculus bulbosus                    | Knolliger Hahnenfuß (Ranunculus bulbosus)                                                           |
| S. CXXX*                              |           | „Dreyfaltigkeitblümlin“                   | Viola tricolor var. β                  | |
| S. CXXXI                              |           | „Gauchbluom“                              | Cardamine pratensis                    | Wiesen-Schaumkraut (Cardamine pratensis)                                                            |
| S. CXXXII                             |           | „Schölwurtz“                              | Chelidonium majus                      | Schöllkraut (Chelidonium majus)                                                                     |
| S. CXXXIIII                           |           | „Bilsamkraut“                             | Hyoscyamus niger                       | Schwarzes Bilsenkraut (Hyoscyamus niger)                                                            |
| S. CXXXVI*                            |           | „Chamillen“                               | Matricaria chamomilla                  | Echte Kamille (Matricaria chamomilla)                                                               |
| S. CXXXVII                            |           | „Krottendill“                             | Anthemis cotula                        | Stinkende Hundskamille (Anthemis cotula)                                                            |
| S. CXXXIX*                            |           | „Madelgeer“                               | Gentiana cruciata                      | Kreuz-Enzian (Gentiana cruciata)                                                                    |
| S. CXLI                               |           | „Mettram“                                 | Matricaria parthenium                  | Mutterkraut (Tanacetum parthenium)                                                                  |
| S. CXLIII                             |           | „Kuchenschell“                            | Anemone pulsatilla                     | Gewöhnliche Kuhschelle (Pulsatilla vulgaris, nom. nov., sonst Tautonym „Pulsatilla pulsatilla“)     |
| S. CXLIIII                            |           | „Gänszbluom“                              | Chrysanthemum leucanthemum             | Magerwiesen-Margerite (Leucanthemum vulgare, nom. nov., sonst Tautonym „Leucanthemum leucanthemum“) |
| S. CXLVI                              |           | „Lang Holwurtz“                           | Fumaria bulbosa var. cava              | Hohler Lerchensporn (Corydalis cava)                                                                |
| S. CXLVII                             |           | „Ronde Holwurtz weiblin“                  | Fumaria bulbosa var. cava              | Hohler Lerchensporn (Corydalis cava)                                                                |
| S. CL*                                |           | „Maur Ephew“                              | Hedera helix                           | Gemeiner Efeu (Hedera helix)                                                                        |
| S. CLI*                               |           | „Baum Ephew“                              | Hedera helix                           | Gemeiner Efeu (Hedera helix)                                                                        |
| S. CLIII*                             |           | „Klein Fünfingerkraut“                    | Potentilla reptans                     | Kriechendes Fingerkraut (Potentilla reptans)                                                        |
| S. CLIIII*                            |           | „Fünffingerkraut“                         | Potentilla recta                       | Hohes Fingerkraut (Potentilla recta)                                                                |
| S. CLVI*                              |           | „Hünerkoll“                               | Thymus serpyllum                       | Sand-Thymian (Thymus serpyllum)                                                                     |
| S. CLVIII*                            |           | „Genszbluom“                              | Draba verna                            | Frühlings-Hungerblümchen (Draba verna)                                                              |
| S. CLIX                               |           | „Schwalbenwurtz“                          | Asclepias vincetoxicum                 | Schwalbenwurz (Vincetoxicum hirundinaria, nom. nov., sonst Tautonym „Vincetoxicum vincetoxicum“)    |
| S. CLX*                               |           | „Benedictenwurtzel“                       | Geum urbanum                           | Echte Nelkenwurz (Geum urbanum)                                                                     |
| S. CLXII*                             |           | „S. Peterskraut“                          | Parietaria officinalis                 | Aufrechtes Glaskraut (Parietaria officinalis)                                                       |
| S. CLXIIII                            |           | „Meyenblümlin“                            | Convallaria majalis                    | Maiglöckchen (Convallaria majalis)                                                                  |
| S. CLXVI*                             |           | „Flöhkraut männlin“                       | Polygonum hydropiper                   | Wasserpfeffer (Polygonum hydropiper)                                                                |
| S. CLXVII*                            |           | „Flöhkraut weiblin“                       | Polygonum lapathifolium                | Ampfer-Knöterich (Persicaria lapathifolia)                                                          |
| S. CLXVIII                            |           | „Klein Hundtszung“                        | Myosotis scorpioides var. palustris    | Sumpf-Vergissmeinnicht (Myosotis scorpioides)                                                       |
| S. CLXIX                              |           | „Grossze Hundtszung“                      | Cynoglossum officinale                 | Gewöhnliche Hundszunge (Cynoglossum officinale)                                                     |
| S. CLXXI*                             |           | „Hirtzzung“                               | Asplenium scolopendrium                | Hirschzungenfarn (Asplenium scolopendrium)                                                          |
| S. CLXXIII*                           |           | „Rapüntzelin“                             | Campanula rapunculus                   | Rapunzel-Glockenblume (Campanula rapunculus)                                                        |
| S. CLXXIIII                           |           | „Braunwurtz“                              | Scrophularia nodosa                    | Knotige Braunwurz (Scrophularia nodosa)                                                             |
| S. CLXXV                              |           | „Wundtkraut“, „Knabenkraut“, „Fotzzwang“  | Sedum telephium                        | Purpur-Waldfetthenne (Hylotelephium telephium)                                                      |
| S. CLXXVI                             |           | „Fygwartzenkraut“                         | Ranunculus ficaria                     | Scharbockskraut (Ficaria verna, nom. nov., sonst Tautonym „Ficaria ficaria“)                        |
| S. CLXXVII                            |           | „Leberkraut“                              | Marchantia polymorpha                  | Brunnenlebermoos (Marchantia polymorpha)                                                            |
| S. CLXXVIII*                          |           | „Waldtmeister“                            | Asperula odorata                       | Waldmeister (Galium odoratum)                                                                       |
| S. CLXXIX                             |           | „Edel Leberkraut“                         | Anemone hepatica                       | Leberblümchen (Hepatica nobilis, nom. nov., sonst Tautonym „Hepatica hepatica“)                     |
| S. CLXXXI*                            |           | „Synnaw“, „Unser Frawen Mantel“           | Alchemilla vulgaris var. β             | ?                                                                                                   |
| S. CLXXXIII*                          |           | „Genszerich“                              | Potentilla anserina                    | Gänsefingerkraut (Argentina anserina)                                                               |
| S. CLXXXV*                            |           | „Frawenröszlin“                           | Agrostemma coronaria                   | Kronen-Lichtnelke (Silene coronaria)                                                                |
| S. CLXXXVI*                           |           | „Grossz Deschelkraut“                     | Thlaspi bursa-pastoris                 | Gewöhnliches Hirtentäschel (Capsella bursa-pastoris)                                                |
| S. CLXXXVI*                           |           | „Klein Deschelkraut“                      | Lepidium ruderale                      | Schutt-Kresse (Lepidium ruderale)                                                                   |
| S. CLXXXVIII*                         |           | „Wintergryen“                             | Pyrola rotundifolia                    | Rundblättriges Wintergrün (Pyrola rotundifolia)                                                     |
| S. CXC                                |           | „Guldin Guntzel“                          | Ajuga genevensis                       | Genfer Günsel (Ajuga genevensis)                                                                    |
| S. CXC*                               |           | „Brunellen“                               | Trifolium pratense                     | Wiesenklee (Trifolium pratense)                                                                     |
| S. CXCII*                             |           | „Negelkraut“                              | Cheiranthus incanus                    | Garten-Levkoje (Matthiola incana)                                                                   |
| S. CXCIII*                            |           | „Nachtschatt“                             | Solanum nigrum                         | Schwarzer Nachtschatten (Solanum nigrum)                                                            |
| S. CXCVI*                             |           | „Storckenschnabel“                        | Geranium cicutarium                    | Gewöhnlicher Reiherschnabel (Erodium cicutarium)                                                    |
| S. CXCVIII                            |           | „Reynfaren“                               | Tanacetum vulgare                      | Rainfarn (Tanacetum vulgare)                                                                        |
| S. CC*                                |           | „Erdtbörkraut“                            | Fragaria vesca                         | Wald-Erdbeere (Fragaria vesca)                                                                      |
| S. CCII*                              |           | „Fenchel“                                 | Anethum foeniculum                     | Fenchel (Foeniculum vulgare, nom. nov., sonst Tautonym „Foeniculum foeniculum“)                     |
| S. CCIIII*                            |           | „Durchwachß“                              | Bupleurum rotundifolium                | Rundblättriges Hasenohr (Bupleurum rotundifolium)                                                   |
| S. CCV                                |           | „Wylder Durchwachsz männlin“              | Ophrys ovata                           | Großes Zweiblatt (Neottia ovata)                                                                    |
| S. CCVI                               |           | „Wilder Durchwachsz weiblin“              | Ophrys ovata                           | Großes Zweiblatt (Neottia ovata)                                                                    |
| S. CCVII*                             |           | „Raut“                                    | Ruta graveolens var. β                 | Weinraute (Ruta graveolens) ?                                                                       |
| S. CCX                                |           | „Ringelbluomen“                           | Calendula officinalis                  | Ringelblume (Calendula officinalis)                                                                 |
| S. CCXII                              |           | „Gauchheyl männlin“                       | Anagallis arvensis                     | Acker-Gauchheil (Anagallis arvensis)                                                                |
| S. CCXIII                             |           | „Gauchheyl weiblin“                       |                                        | |
| Blauer Gauchheil (Anagallis foemina)  |           |                                           |                                        | |
| S. CCXIIII*                           |           | „Grosz Vogelkraut“                        | Cerastium aquaticum                    | Wasserdarm (Myosoton aquaticum)                                                                     |
| S. CCXIIII*                           |           | „Klein Vogelkraut“                        | Alsine media                           | Gewöhnliche Vogelmiere (Stellaria media)                                                            |
| S. CCXVI*                             |           | „Weisszwurtz“                             | Convallaria multiflora                 | Vielblütige Weißwurz (Polygonatum multiflorum)                                                      |
| S. CCXVII                             |           | „Mertzenblümlin“                          | Scilla bifolia                         | Zweiblättriger Blaustern (Scilla bifolia)                                                           |
| S. CCXVIII*                           |           | „Eberwurtz“                               | Carduus acaulis                        | Stängellose Kratzdistel (Cirsium acaule)                                                            |
| S. CCXIX*                             |           | „Braun Fleyschbluom“                      | Melampyrum arvense                     | Acker-Wachtelweizen (Melampyrum arvense)                                                            |
| S. CCXX*                              |           | „Weissz Fleyschbluom“                     | Trifolium repens                       | Weißklee (Trifolium repens)                                                                         |
| S. CCXX*                              |           | „Kleiner Steinklee“                       | Medicago lupulina                      | Hopfenklee (Medicago lupulina)                                                                      |
| S. CCXXI*                             |           | „Gauchklee“                               | Oxalis acetosella                      | Waldsauerklee (Oxalis acetosella)                                                                   |
| S. CCXXIII*                           |           | „Bluotkraut“                              |                                        | |
| Melden (Atriplex) sp.                 |           |                                           |                                        | |
| S. CCXXIIII*                          |           | „Klapperroszen“                           | Papaver rhoeas                         | Klatschmohn (Papaver rhoeas)                                                                        |
| S. CCXXVI                             |           | „Gryndtkraut“                             | Senecio vulgaris                       | Gewöhnliches Greiskraut (Senecio vulgaris)                                                          |
| S. CCXXVII*                           |           | „Rosszbappelen“                           | Malva sylvestris                       | Wilde Malve (Malva sylvestris)                                                                      |
| S. CCXXVIII*                          |           | „Gaenszbappelen“                          | Malva rotundifolia (nom. utique rej.!) | Kleinblütige Malve (Malva pusilla)                                                                  |
| S. CCXXXII*                           |           | „Sigmarswurtz“                            | Malva alcea                            | Rosen-Malve (Malva alcea)                                                                           |
| S. CCXXXIII*                          |           | „Wolffsmilch“                             | Euphorbia helioscopia                  | Sonnwend-Wolfsmilch (Euphorbia helioscopia)                                                         |
| S. CCXXXV*                            |           | „Einblatt“                                | Convallaria bifolia                    | Zweiblättrige Schattenblume (Maianthemum bifolium)                                                  |
| S. CCXXXVI*                           |           | „Rote Buck“                               | Artemisia vulgaris                     | Beifuß (Artemisia vulgaris)                                                                         |
| S. CCL[CCXL]*                         |           | „Edler Steinbrech“                        | Herniaria glabra                       | Kahles Bruchkraut (Herniaria glabra)                                                                |
| S. CCXXXIX                            |           | „Hoher Steinbrech“                        | Saxifraga granulata                    | Knöllchen-Steinbrech (Saxifraga granulata)                                                          |
| S. CCXLI*                             |           | „Schlutten“                               | Physalis alkekengi                     | Lampionblume (Physalis alkekengi)                                                                   |
| S. CCXLII                             |           | „Maurrauten“                              | Asplenium ruta-muraria                 | Mauerraute (Asplenium ruta-muraria)                                                                 |
| S. CCXLIII*                           |           | „Widerthon“, „Widertodt“                  | Polytrichum commune                    | Goldenes Frauenhaarmoos (Polytrichum commune) ??                                                    |
| S. CCXLIIII*                          |           | „Bibinell“                                | Pimpinella saxifraga var. γ            | Kleine Bibernelle (Pimpinella saxifraga) ?                                                          |
| S. CCXLV                              |           | „Basilienkraut“                           | Ocimum basilicum                       | Basilikum (Ocimum basilicum)                                                                        |
| S. CCXLVII                            |           | „Poley“                                   | Mentha pulegium                        | Polei-Minze (Mentha pulegium)                                                                       |
| S. CCXLIX*                            |           | „Erdtwyrauch“                             |                                        | |
| Großer Ehrenpreis (Veronica teucrium) |           |                                           |                                        | |
| S. CCLIII*                            |           | „Fischmüntz“                              |                                        | Minzen (Mentha) sp.                                                                                 |
| S. CCLIX*                             |           | „Kresszen“                                | Lepidium sativum                       | Gartenkresse (Lepidium sativum)                                                                     |
| S. CCLXII*                            |           | „Springkraut“                             | Euphorbia lathyris                     | Kreuzblättrige Wolfsmilch (Euphorbia lathyris)                                                      |
| S. CCLXIIII                           |           | „Rattenbluomen“                           | Agrostemma githago                     | Kornrade (Agrostemma githago)                                                                       |
| S. CCLXIX*                            |           | „Saurampffer“                             | Rumex acetosa                          | Wiesen-Sauerampfer (Rumex acetosa)                                                                  |
| S. CCLXX*                             |           | „Mengelwurtz“                             | Rumex obtusifolius                     | Stumpfblättriger Ampfer (Rumex obtusifolius)                                                        |
| S. CCLXXIIII*                         |           | „Kartendistelen“                          | Dipsacus fullonum var. α               | Wilde Karde (Dipsacus fullonum)                                                                     |
| S. CCLXXV*                            |           | „Sew Distelen“                            | Carlina vulgaris                       | Golddistel (Carlina vulgaris)                                                                       |
| S. CCLXXVIII*                         |           | „Fehdystel“                               | Carduus marianus                       | Mariendistel (Silybum marianum)                                                                     |
| S. CCLXXXI*                           |           | „Mannstrew“                               | Centaurea calcitrapa                   | Stern-Flockenblume (Centaurea calcitrapa)                                                           |
| S. CCLXXXIIII*                        |           | „Antiffien“                               | Lactuca virosa var. δ                  | Gift-Lattich (Lactuca virosa) ?                                                                     |
| S. CCLXXXVII*                         |           | „Wegwart“                                 | Cichorium intybus                      | Gemeine Wegwarte (Cichorium intybus)                                                                |
| S. CCLXXXIX*                          |           | „Sonnenwürbel“                            | Leontodon taraxacum                    | Gewöhnlicher Löwenzahn (Taraxacum officinale)                                                       |
| S. CCXCII*                            |           | „Klein Zeitloesslin“, „Masszlyeblin“      | Bellis perennis                        | Gänseblümchen (Bellis perennis)                                                                     |
| S. CCXCIII*                           |           | „Grossz Kletten“                          |                                        | |
| Kleine Klette (Arctium minus)         |           |                                           |                                        | |
| S. CCXCIIII*                          |           | „Klein Kletten“                           | Xanthium strumarium                    | Gewöhnliche Spitzklette (Xanthium strumarium)                                                       |
| S. CCCI*                              | fehlt!    | „Muoterkraut“                             | Melissa officinalis                    | Zitronenmelisse (Melissa officinalis)                                                               |
| S. CCCV*                              |           | „Waldtfar“                                | Polypodium vulgare                     | Gewöhnlicher Tüpfelfarn (Polypodium vulgare)                                                        |
| S. CCCXVII*                           |           | „S. Jacobsbluom“                          | Senecio jacobaea                       | Jakobs-Greiskraut (Jacobaea vulgaris, nom. nov., sonst Tautonym „Jacobaea jacobaea“)                |
| S. CCCXXIII*                          |           | „Katzentreübel männlin“                   | Sedum acre                             | Scharfer Mauerpfeffer (Sedum acre)                                                                  |
| S. CCCXXIII                           |           | „Katzentreübel weiblin“                   | Sedum album                            | Weiße Fetthenne (Sedum album)                                                                       |

Carl von Linné: Species Plantarum. 1. Auflage, Lars Salvius, Stockholm 1753
1. ↑  S. 510 (online).
2. ↑  S. 510 (online).
3. ↑  S. 865 (online).
4. ↑  S. 442 (online).
5. ↑  S. 136 (online).
6. ↑  S. 136 (online).
7. ↑  S. 235 (online).
8. ↑  S. 530–531 (online).
9. ↑  S. 500 (online).
10. ↑  S. 573 (online).
11. ↑  S. 142 (online).
12. ↑  S. 143 (online).
13. ↑  S. 700 (online).
14. ↑  S. 12 (online).
15. ↑  S. 12 (online).
16. ↑  S. 941 (online).
17. ↑  S. 942 (online).
18. ↑  S. 940–941 (online).
19. ↑  S. 945–946 (online).
20. ↑  S. 133 (online).
21. ↑  S. 139 (online).
22. ↑  S. 137 (online).
23. ↑  S. 20 (online).
24. ↑  S. 660 (online).
25. ↑  S. 13 (online).
26. ↑  S. 289 (online).
27. ↑  S. 289 (online).
28. ↑  S. 113 (online).
29. ↑  S. 113 (online).
30. ↑  S. 342 (online).
31. ↑  S. 112 (online).
32. ↑  S. 578 (online).
33. ↑  S. 558 (online).
34. ↑  S. 966 (online).
35. ↑  S. 360 (online).
36. ↑  S. 360 (online).
37. ↑  S. 966 (online).
38. ↑  S. 218 (online).
39. ↑  S. 103 (online).
40. ↑  S. 584 (online).
41. ↑  S. 583 (online).
42. ↑  S. 448 (online).
43. ↑  S. 25 (online).
44. ↑  S. 98 (online).
45. ↑  S. 98 (online).
46. ↑  S. 99 (online).
47. ↑  S. 934 (online).
48. ↑  S. 934 (online).
49. ↑  S. 934 (online).
50. ↑  S. 661 (online).
51. ↑  S. 409–410 (online).
52. ↑  S. 436 (online).
53. ↑  S. 209 (online).
54. ↑  S. 302 (online).
55. ↑  S. 303 (online).
56. ↑  S. 302 (online).
57. ↑  S. 38 (online).
58. ↑  S. 38 (online).
59. ↑  S. 31 (online).
60. ↑  S. 256 (online).
61. ↑  S. 579 (online).
62. ↑  S. 579 (online).
63. ↑  S. 984 (online).
64. ↑  S. 984 (online).
65. ↑  S. 554 (online).
66. ↑  S. 554 (online).
67. ↑  S. 935 (online).
68. ↑  S. 656 (online).
69. ↑  S. 505 (online).
70. ↑  S. 179 (online).
71. ↑  S. 891 (online).
72. ↑  S. 894–895 (online).
73. ↑  S. 231 (online).
74. ↑  S. 890–891 (online).
75. ↑  S. 539 (online).
76. ↑  S. 888 (online).
77. ↑  S. 699 (online).
78. ↑  S. 699 (online).
79. ↑  S. 202 (online).
80. ↑  S. 202 (online).
81. ↑  S. 499 (online).
82. ↑  S. 497 (online).
83. ↑  S. 590–591 (online).
84. ↑  S. 642 (online).
85. ↑  S. 216 (online).
86. ↑  S. 501 (online).
87. ↑  S. 1052 (online).
88. ↑  S. 314–315 (online).
89. ↑  S. 361 (online).
90. ↑  S. 360 (online).
91. ↑  S. 131 (online).
92. ↑  S. 134 (online).
93. ↑  S. 1079 (online).
94. ↑  S. 164 (online).
95. ↑  S. 619 (online).
96. ↑  S. 430 (online).
97. ↑  S. 550 (online).
98. ↑  S. 1137 (online).
99. ↑  S. 103 (online).
100. ↑  S. 538 (online).
101. ↑  S. 123 (online).
102. ↑  S. 495 (online).
103. ↑  S. 436 (online).
104. ↑  S. 647 (online).
105. ↑  S. 645 (online).
106. ↑  S. 396 (online).
107. ↑  S. 561 (online).
108. ↑  S. 768 (online).
109. ↑  S. 662 (online).
110. ↑  S. 186 (online).
111. ↑  S. 680 (online).
112. ↑  S. 844–845 (online).
113. ↑  S. 494–495 (online).
114. ↑  S. 263 (online).
115. ↑  S. 236 (online).
116. ↑  S. 946 (online).
117. ↑  S. 946 (online).
118. ↑  S. 383 (online).
119. ↑  S. 912 (online).
120. ↑  S. 148 (online).
121. ↑  S. 439 (online).
122. ↑  S. 272 (online).
123. ↑  S. 315 (online).
124. ↑  S. 309 (online).
125. ↑  S. 1199 (online).
126. ↑  S. 605 (online).
127. ↑  S. 767 (online).
128. ↑  S. 779 (online).
129. ↑  S. 433 (online).
130. ↑  S. 507 (online).
131. ↑  S. 867 (online).
132. ↑  S. 689 (online).
133. ↑  S. 688 (online).
134. ↑  S. 689 (online).
135. ↑  S. 459 (online).
136. ↑  S. 316 (online).
137. ↑  S. 848 (online).
138. ↑  S. 218 (online).
139. ↑  S. 403 (online).
140. ↑  S. 183 (online).
141. ↑  S. 1081 (online).
142. ↑  S. 1109 (online).
143. ↑  S. 263–264 (online).
144. ↑  S. 597 (online).
145. ↑  S. 577 (online).
146. ↑  S. 644 (online).
147. ↑  S. 457 (online).
148. ↑  S. 435 (online).
149. ↑  S. 337–338 (online).
150. ↑  S. 335–336 (online).
151. ↑  S. 97 (online).
152. ↑  S. 828 (online).
153. ↑  S. 823 (online).
154. ↑  S. 917 (online).
155. ↑  S. 795 (online).
156. ↑  S. 813 (online).
157. ↑  S. 798 (online).
158. ↑  S. 886 (online).
159. ↑  S. 987 (online).
160. ↑  S. 592 (online).
161. ↑  S. 1085 (online).
162. ↑  S. 870 (online).
163. ↑  S. 432 (online).
164. ↑  S. 432 (online).